# Transeptsluiting

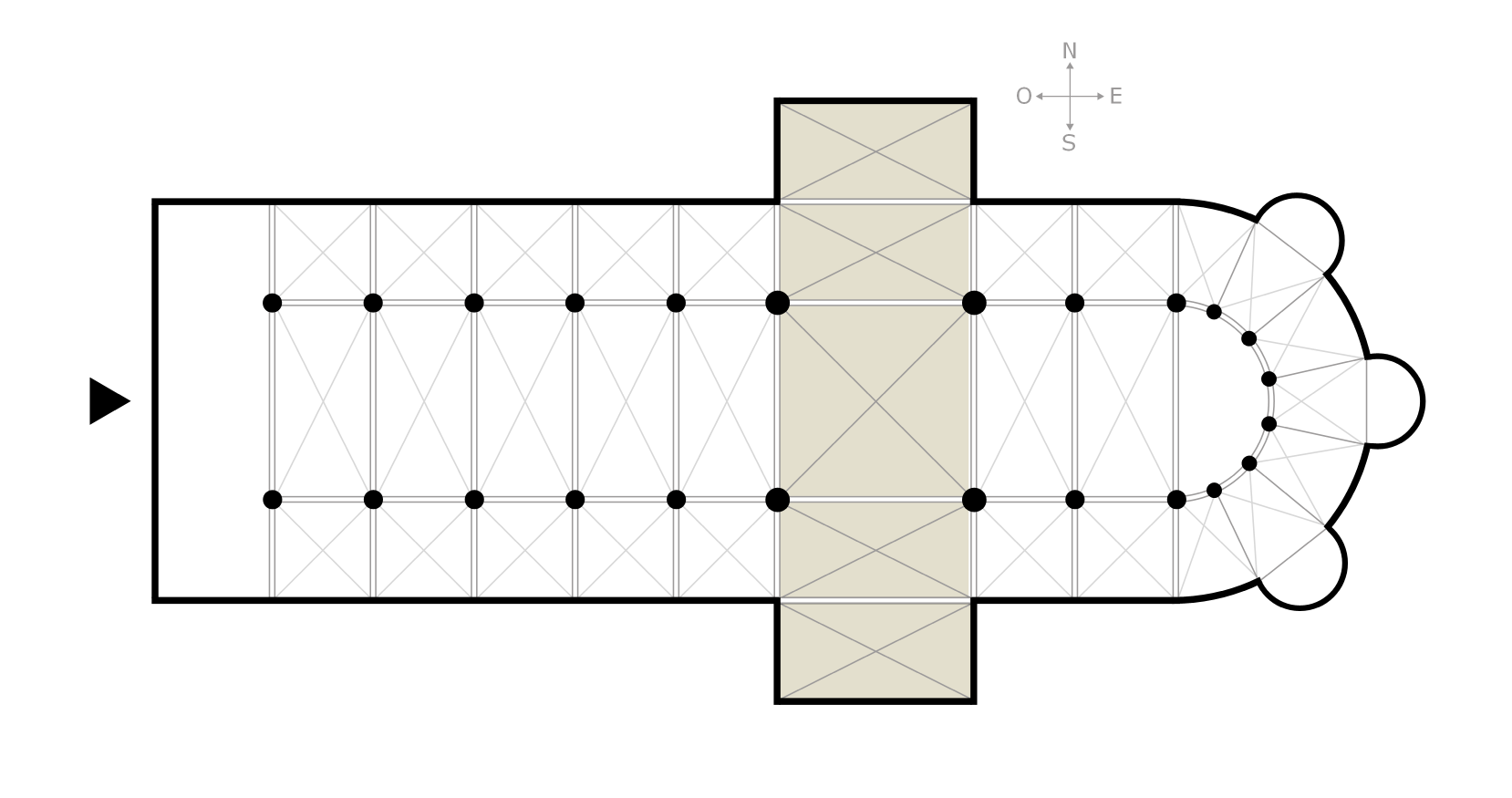
Transept in grijs met rechte sluiting aan beide uiteinden

De transeptsluiting van een kerk is de afsluiting waarmee het transept eindigt. In een georiënteerde kerk is dit aan de noordzijde en aan de zuidzijde: de beide dwarsarmen. Hier kan het transept op verschillende manieren eindigen, met een:
- rechte of vlakke sluiting
- halfronde sluiting
- driezijdige of veelhoekige sluiting

De meeste kerkgebouwen met een transept hebben een rechte sluiting.
Een transeptsluiting is vergelijkbaar met de koorsluiting van het koor.